# Słoboda-Kustowećka
Słoboda-Kustowećka (ukr. Слобода-Кустовецька) – wieś na Ukrainie, w obwodzie winnickim, w rejonie chmielnickim. W 2001 liczyła 242 mieszkańców, spośród których 237 wskazało jako ojczysty język ukraiński, 4 rosyjski, a 1 białoruski.